# Ourizona
Ourizona là một đô thị thuộc bang Paraná, Brasil. Đô thị này có diện tích 176,457 km², dân số năm 2007 là 3384 người, mật độ 17,8 người/km².